# Matthew Michael Carnahan
Pour les articles homonymes, voir Carnahan.
Matthew Michael Carnahan (Port Huron, ...), est un réalisateur, scénariste et producteur de cinéma américain. Il est le frère du cinéaste Joe Carnahan.

## Biographie
Son premier scénario porté à l'écran est celui du film Le Royaume réalisé par Peter Berg et sorti en 2007. Il écrit et produit ensuite Lions et Agneaux de Robert Redford, sorti la même année.
Il réalise son premier film, le film de guerre Mosul, sorti en 2019 sur Netflix.

## Filmographie
Sauf indication contraire, les informations mentionnées dans cette section peuvent être confirmées par la base de données cinématographiques IMDb,  présente dans la section « Liens externes ».

### Réalisateur
- 2019 : Mosul

### Scénariste
- 2007 : Le Royaume (The Kingdom) de Peter Berg
- 2007 : Lions et Agneaux (Lions for Lambs) de Robert Redford (également producteur)
- 2009 : Jeux de pouvoir (State of Play) de Kevin Macdonald
- 2013 : World War Z de Marc Forster
- 2016 : Deepwater (Deepwater Horizon) de Peter Berg
- 2019 : Mosul de lui-même
- 2019 : Manhattan Lockdown (21 Bridges) de Brian Kirk
- 2019 : Dark Waters de Todd Haynes